# Din greșeală, președinte
Din greșeală, președinte (titlu original: Man of the Year) este un film american de satiră politică din 2006 scris și regizat de Barry Levinson și produs de James G. Robinson. Rolurile principale au fost interpretate de actorii Robin Williams, Christopher Walken, Laura Linney, Lewis Black și Jeff Goldblum.
A avut un buget de 20 de milioane de dolari americani și un venit de 41,2 de milioane de dolari americani.
Filmul a fost lansat în cinematografe pe 13 octombrie 2006 și a fost filmat în Toronto și Hamilton, Ontario și în anumite zone din Washington, D.C. A avut în mare parte recenzii negative.

## Prezentare
Williams îl portretizează pe Tom Dobbs, gazda unui talk-show politic/de comedie, vag bazat pe personajul real Jon Stewart. Cu o remarcă neplăcută, el solicită ca patru milioane de oameni să-și trimită sprijinul prin e-mail; apoi decide să facă campanie pentru Președintele Statelor Unite.

## Distribuție
- Robin Williams - Tom Dobbs
- Christopher Walken - Jack Menken
- Laura Linney - Eleanor Green
- Lewis Black - Eddie Langston
- Jeff Goldblum - Stewart
- David Alpay - Danny
- Rick Roberts - James Hemmings
- Karen Hines - Alison McAndrews
- Linda Kash - Jenny Adams
- David Nichols - President Kellogg
- David Ferry - Senator Mills
- Jacqueline Pillon - Security Tech